# Aristolochia watsonii
Aristolochia watsonii là một loài thực vật có hoa trong họ Aristolochiaceae. Loài này được Wooton & Standl. mô tả khoa học đầu tiên năm 1913.